# Verin-Karagat
Verin-Karagat är en ort i Azerbajdzjan.   Den ligger i distriktet Daşkəsən Rayonu, i den västra delen av landet, 300 km väster om huvudstaden Baku. Verin-Karagat ligger 1 791 meter över havet och antalet invånare är 1 748.
Terrängen runt Verin-Karagat är kuperad. Närmaste större samhälle är Yukhary-Dashkesan, 4,5 km norr om Verin-Karagat. 
Trakten runt Verin-Karagat består till största delen av jordbruksmark. Runt Verin-Karagat är det ganska glesbefolkat, med 31 invånare per kvadratkilometer.